# Cercartetus lepidus
Cercartetus lepidus ("possum pigmeu da Tasmânia") é o possum de menores dimensões existente na Austrália. Pode ser encontrado na Tasmânia, na bacia Rio Murray-Darling na Austrália Meridional, em Victoria e na Ilha Canguru, na Austrália Meridional. É uma espécie arbórea que possui uma cauda preênsil, e que ocorre em florestas esclerófilas.
O seu corpo possui uma média de 64 mm de comprimento, com uma cauda longa de 71 mm. Pesa em média 7 g. É insectívoro.

## Reprodução
A fêmea têm geralmente uma ninhada com 5 crias, guardando-as durante 6 semanas dentro da bolsa marsupial.